# Beals Wright
Beals Coleman Wright (Boston, Estats Units, 1879 - Alton, 1961) fou un tennista estatunidenc, guanyador de dues medalles olímpiques i de quatre títols de l'Open dels Estats Units.

## Biografia
Va néixer el 19 de desembre de 1879 a la ciutat de Boston, població situada a l'estat de Massachusetts (Estats Units), fill del jugador de beisbol George Wright i nebot de Harry Wright, fundador aquest dels Cincinnati Red Stockings. Fou germà del també tennista Irving Wright.
Va morir el 23 d'agost de 1961 a la seva residència d'Alton, població situada a l'estat d'Illinois.

## Carrera esportiva
Va començar a destacar a nivell tennístic l'any 1901 a l'arribar a la final del Masters del Canadà, un torneig que aconseguí guanyar posteriorment els anys 1902, 1903 i 1904. Així mateix guanyà el Masters de Cincinnati els anys 1904, 1905 i 1906; i el 1905 fou finalista del Torneig de Queen's.
Va participar, als 24 anys, en els Jocs Olímpics d'Estiu de 1904 realitzats a Saint Louis (Estats Units), on va aconseguir guanyar la medalla d'or en la competició individual masculina al vèncer en la final olímpica el seu compatriota Robert Leroy. En aquests mateixos Jocs participà en la competició de dobles masculins, fent parella amb Edgar Leonard, amb el qual guanyà una nova medalla d'or.
La seva victòria més important fou l'any 1905 a l'Open dels Estats Units, on aconseguí guanyar la final individual masculina davant el seu compatriota Holcombe Ward. Així mateix, en aquest torneig, aconseguí guanyar tres finals de dobles masculins fent parella amb Ward els anys 1904, 1905 i 1906.
Fou membre de l'equip estatunidenc de la Copa Davis els anys 1905, 1907, 1908 i 1911, perdent les finals del 1905, 1908 i 1911.

## Torneigs de Grand Slam

### Individual: 4 (1−3)
| Resultat  | Núm. | Any  | Torneig            | Oponent          | Marcador           |
| --------- | ---- | ---- | ------------------ | ---------------- | ------------------ |
| Finalista | 1.   | 1901 | U.S. Championships | William Larned   | 2−6, 8−6, 4−6, 4−6 |
| Guanyador | 1.   | 1905 | U.S. Championships | Holcombe Ward    | 6−2, 6−1, 11−9     |
| Finalista | 2.   | 1906 | U.S. Championships | William Clothier | 3−6, 0−6, 4−6      |
| Finalista | 3.   | 1908 | U.S. Championships | William Larned   | 1−6, 2−6, 6−8      |

### Dobles: 6 (3−3)
| Resultat  | Núm. | Any  | Torneig            | Parella        | Oponents                      | Marcador                |
| --------- | ---- | ---- | ------------------ | -------------- | ----------------------------- | ----------------------- |
| Finalista | 1.   | 1901 | U.S. Championships | Leo Ware       | Holcombe Ward Dwight F. Davis | 3−6, 7−9, 1−6           |
| Guanyador | 1.   | 1904 | U.S. Championships | Holcombe Ward  | Kreigh Collins Raymond Little | 1−6, 6−2, 3−6, 6−4, 6−1 |
| Guanyador | 2.   | 1905 | U.S. Championships | Holcombe Ward  | Fred Alexander Harold Hackett | 6−4, 6−4, 6−1           |
| Guanyador | 3.   | 1906 | U.S. Championships | Holcombe Ward  | Fred Alexander Harold Hackett | 6−3, 3−6, 6−3, 6−3      |
| Finalista | 2.   | 1908 | U.S. Championships | Raymond Little | Fred Alexander Harold Hackett | 1−6, 5−7, 2−6           |
| Finalista | 3.   | 1918 | U.S. Championships | Fred Alexander | Vincent Richards Bill Tilden  | 3−6, 4−6, 6−3, 6−2, 2−6 |

## Jocs Olímpics

### Individual
| Any  | Campionat                                | Oponent      | Resultat |
| ---- | ---------------------------------------- | ------------ | -------- |
| 1904 | Jocs Olímpics, Saint Louis, Estats Units | Robert LeRoy | 6−3, 6−4 |

### Dobles
| Any  | Campionat                                | Parella       | Oponents                   | Resultat |
| ---- | ---------------------------------------- | ------------- | -------------------------- | -------- |
| 1904 | Jocs Olímpics, Saint Louis, Estats Units | Edgar Leonard | Alphonzo Bell Robert LeRoy | 6−4, 6−4 |